# Aeroportul Internațional Juanda
Aeroportul Internațional Juanda (IATA: SUB, ICAO: WARR) este un aeroport din Sidoarjo⁠(d), Provincia Java de Est, Indonezia ce deservește zona Surabaya. Aeroportul a fost tranzitat în iunie 2020 de 398 de pasageri. A fost deschis în 24 decembrie 1990.
Situat la o altitudine de 3 m, aeroportul dispune de o singură pistă. Este operat de Angkasa Pura⁠(d).